# Université préfectorale de Yamanashi
L'université préfectorale de Yamanashi (山梨県立大学, Yamanashi kenritsu daigaku) est une université publique située dans la ville de Kōfu, préfecture de Yamanashi au Japon. L'université est fondée en 2005 en conséquence de la fusion du lycée d'infirmières de Yamanashi et du lycée supérieur pour femmes de Yamanashi.